# انتخابات ریاست‌جمهوری ایالات متحده آمریکا (۱۸۷۲)
انتخابات ریاست جمهوری ایالات متحده آمریکا بیست‌ودومین انتخابات ریاست‌جمهوری ایالات متحده آمریکا برای برگزیدن رئیس‌جمهور آمریکا برای یک دوره چهارساله بود که در روز سه‌شنبه ۵ نوامبر ۱۸۷۲ برگزار شد. باوجود ایجاد شکاف حزب جمهوری‌خواه، یولیسیز سایمن گرانت، رئیس‌جمهور ایالات متحده آمریکا رقیب خودش هوراس گریلی از حزب جمهوری‌خواهان لیبرال را شکست داد.
این انتخابات از آن جهت حائز اهمیت است که نامزد یکی از دو حزب بزرگ (هوراس گریلی) در طول فرایند انتخابات درگذشت.